# Pacific League
Pacific League (jap. パシフィック・リーグ Pashifikku Rīgu) – jedna z dwóch zawodowych lig wchodzących w skład Nippon Professional Baseball. Powstała w 1950 roku jako Taiheiyo Baseball Union, w 1980 zmieniła nazwę na Pacific League. W lidze tej, podobnie jak w American League na liście pałkarzy umieszcza się designated hittera. Zwycięzca Pacific League spotyka się ze zwycięzcą Central League w serii meczów zwanych Japan Series.

## Zespoły należące do Pacific League
| Klub                         | Nazwa japońska                                              | Miasto     |
| ---------------------------- | ----------------------------------------------------------- | ---------- |
| Chiba Lotte Marines          | 千葉ロッテマリーンズ Chiba Rotte Marīnzu                    | Chiba      |
| Fukuoka SoftBank Hawks       | 福岡ソフトバンクホークス Fukuoka Sofutobanku Hōkusu         | Fukuoka    |
| Hokkaido Nippon-Ham Fighters | 北海道日本ハムファイターズ Hokkaidō Nippon-Hamu Faitāzu     | Sapporo    |
| Orix Buffaloes               | オリックス・バファローズ Orikkusu Bafarōzu                  | Osaka      |
| Saitama Seibu Lions          | 埼玉西武ライオンズ Saitama Seibu Raionzu                    | Tokorozawa |
| Tohoku Rakuten Golden Eagles | 東北楽天ゴールデンイーグルス Tōhoku Rakuten Gōruden Īgurusu | Sendai     |